# Avicii
Tim Bergling, més conegut pel nom artístic d'Avicii, (Estocolm, 8 de setembre de 1989 – Masqat, 20 d'abril de 2018) fou un punxadiscos i productor musical suec. També se'l conegué com a Tim Berg, Tom Hangs i Ashwin.

## Biografia
El seu single "Bromance" (gravat i posat a la venda sota el pseudònim "Tim Berg") va aconseguir entrar al top 20 de Bèlgica, Països Baixos i la seva Suècia natal. Una versió vocal anomenada "Seek Bromance" amb Amanda Wilson, va ser posada a la venda poc després, aconseguint el UK Singles Chart i aconseguint el lloc núm. 1 internacional a Beatport. Posteriorment va publicar altres senzills com "Levels", "Fade Into Darkness" (conté els samples de "Perpetuum Mobile"), "My Feelings for You", "Street Dancer" i "Tweet It", entre d'altres. El 2010, Avicii va aconseguir posicionar-se al lloc 39 dins la llista dels 100 millors DJs de la revista DJ Mag. El 2011, el jove productor es consolidà com el sisè millor DJ del món segons la revista DJ Mag.
El 2013 la revista DJ Magazine el col·locà al tercer lloc, darrere de Hardwell i Armin van Buuren i davant de David Guetta i Tiësto, entre d'altres.
El 2014, li van treure la vesícula biliar i l'apèndix, després de tenir durant anys una pancreatitis aguda, probablement pel consum continuat d'alcohol. El dia 29 de març de 2016 anuncià la seva retirada dels escenaris per problemes físics i necessitat de viure els altres aspectes de la seva vida personal.
El 20 d'abril del 2018, el van trobar mort a Masqat, Oman, a l'edat de 28 anys; la seva família en un inici no va voler donar explicacions, ja que estaven molt adolorits per la seva pèrdua, però el 26 d'abril de 2018 (6 dies després de la seva mort) la seva família va donar a entendre que el jove es va suïcidar, segons un comunicat que recull la revista especialitzada Rolling Stone. "Va lluitar contra els pensaments sobre sentit, vida i felicitat. Ell no va poder avançar més. Volia trobar la pau", apunta el comunicat, tot afegint que "el nostre estimat Tim era un buscador, una ànima artística fràgil que buscava respostes a preguntes existencials. Un perfeccionista superat que viatjava i treballava intensament a un ritme que portava a l'estrès extrem. Quan va deixar de fer gires, volia trobar un equilibri a la vida per ser feliç i poder fer el que més li agrada: la música", afegeixen.

## Discografia

### Àlbums
- True (2013)
- Stories (2015)
- Avici01 EP (2017)
- TIM (2019) àlbum pòstum

### Recopilacions
- 2011: The Singles
- 2011: Avicii Presents Strictly Miami
- 2014: True: Avicii By Avicii

### Senzills

#### 2008
- Sound Of Now

#### 2009
- Muja
- Ryu
- Even (amb Sebastien Drums)
- Brak da Floor (amb Dj Ralph)

#### 2010
- Bom
- My Feelings For You (amb Sebastien Drums)
- Seek Bromance (com a Tim Berg)
- Insomnia (amb Starkillers) (com a Tom Hangs)
- Malo

#### 2011
- Street Dancer
- So Excited
- Sweet Dreams
- Snus (amb Sebastien Drums)
- Jailbait
- Collide (amb Leona Lewis)
- Blessed (com a Tom Hangs)
- Levels
- Fade Into Darkness

#### 2012
- Silhouettes (amb Salem Al Fakir)
- Last Dance
- Dancing In My Head (amb Erik Turner)
- I Could Be The One (amb Nicky Romero)

#### 2013
- X You
- We Write the Story (amb B&B)
- Wake Me Up
- Speed
- You Make Me
- Hey Brother

#### 2014
- Addicted to You
- Lay Me Down
- Dar um Jeito (We Will Find a Way) (amb Santana, Wyclef i Alexandre Pires).
- Divie Sorrow (amb Wyclef)
- The Days
- The Nights

#### 2015
- Feeling Good
- Waiting For Love
- Pure Grinding
- For a Better Day
- Broken Arrows

#### 2016
- Taste The Feeling (amb Conrad Sewell)
- Back Where I Belong (amb Otto Knows)

#### 2017
- Friend Of Mine (amb Vargas & Lagola)
- Lonely Together (amb Rita Ora)
- You Be Love (amb Billy Raffoul)
- Without You (amb Sandro Cavazza)
- What Would I Change It To (amb AlunaGeorge)

#### 2019
- SOS (amb Aloe Blacc)
- Tough Love (amb Vargas & Lagola, Agnes Carlsson)